# Гусинка (Польша)
Гусинка (пол. Husinka) — село в Польше, в гмине Бяла-Подляска Бяльского повета Люблинского воеводства. Население — 116 человек (2011). В 1975—1998 годах деревня являлась административной частью Бялоподляского воеводства.

## История
С середины XVI века деревня Гусиная Воля (ныне Гусинка) принадлежала Андрею Садовскому. Затем Гусиная Воля перешла сыновьям — Кристофу Андреевичу и Станиславу Андреевичу Садовским, которые 19 августа 1580 года разделили деревню между собой.
В имении Гусиная Воля, в доме Станислава Садовского, 12 августа 1577 года состоялся приятельский суд по жалобе врадника киевецкого Аврама Кливецкого от имени пана троцкого Остафия Воловича о ранении боярина Яцка Кузевича во время разбойного нападения Станислава Садовского на королевские земли и от королевского подданного Яцка Кузевича о нападении на земли короля и избиении его и его жены. Жалобу Яцка признали необоснованной. C 1733 года владельцем имения Гусинка становится подполковник французской гвардии Йохим Ян Дескур (1703—1764). Он стал родоначальником рода Дескур в Польше.
10 августа 1920 года во время Советско-польской войны около деревни Гусинка погиб польский солдат. 3—8 августа в этих местах сражался 32-й пехотный полк. Различные источники предполагают, что этот солдат принадлежал к 32-му пехотному полку и остался, чтобы удерживать противника как можно дольше на линии болота. Солдат вел огонь пока у него не закончились боеприпасы, а затем был убит. Рядом с солдатом нашили документы на имя Зелинского. Затем его тело было захоронено жителями деревни.

Во время Второй мировой войны, 27 октября 1942 года подразделение немецкой полиции СС совершило массовую казнь населения деревни. Причиной была помощь, оказанная жителями советским заключенным, сбежавшим из близлежащего лагеря в Калилове. Жандармы окружили деревню и изгнали всех её жителей. Шесть человек были расстреляны на месте, а пять человек из Гусинки были доставлены в полицейские

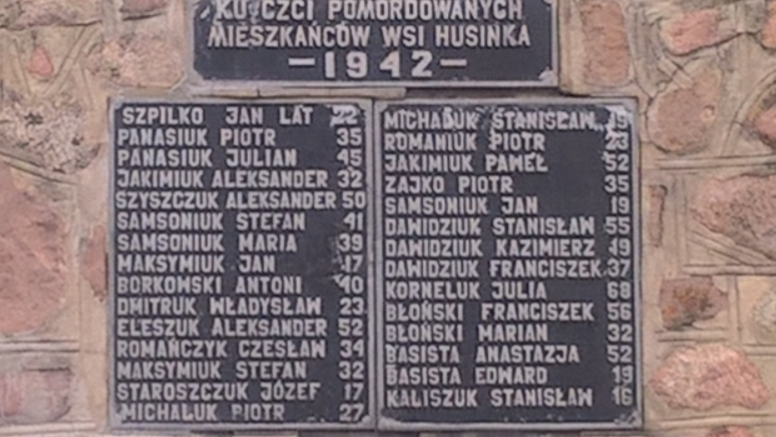
Табличка на памятнике жителям деревни, погибшим в 1942 году

 казармы в Бялой-Подляске. Оставшиеся жители были отправлены в лагерь смерти в Майданеке под Люблином. Женщины были освобождены оттуда через год, а большинство мужчин умерли в лагере. После казни жителей в деревне были снесены 16 жилых зданий.
В деревне воздвигнут памятник жителям, замученным в 1942 году. На территории деревни находится кладбище воинов Красной Армии.

## Население
В 2009 году в деревне проживало 119 человек, в том числе 63 мужчины и 56 женщин, из которых 20,2 % дети и подростки, 61,3 % люди трудоспособного возраста и 18,5 % пенсионеры. В 2011 году в деревне проживало 116 человек, из которых 50,9 % женщины и 49,1 % мужчины. 60,3 % жителей деревни в трудоспособном возрасте, 19,0 % дети и подростки, а 20,7 % жителей — пенсионеры. Они составляли 0,9 % населения гмины.

## Климат
Июль является самым тёплым месяцем года. Средняя температура в июле 18,4 °C. Февраль является самым холодным месяцем со средней температурой −4 °C.
| Температура воздуха в селе Гусинка |      |      |      |       |       |       |       |       |       |       |      |      |
| Месяц                              | Янв  | Фев  | Март | Апр   | Май   | Июнь  | Июль  | Авг   | Сен   | Окт   | Нояб | Дек  |
| Средняя температура (°C)           | -3,8 | -4,0 | +0,5 | +7,9  | +13,3 | +17,0 | +18,4 | +17,6 | +13,0 | +8,1  | +2,4 | -1,5 |
| Минимальная температура (°C)       | -6,7 | -7,2 | -3,2 | +3,0  | +7,8  | +11,6 | +13,0 | +12,2 | +8,1  | +4,1  | 0    | -3,9 |
| Максимальная температура (°C)      | -0,8 | -0,8 | +4,3 | +12,8 | +18,8 | +22,5 | +23,9 | +23,1 | +17,9 | +12,1 | +4,9 | +0,9 |

## Галерея

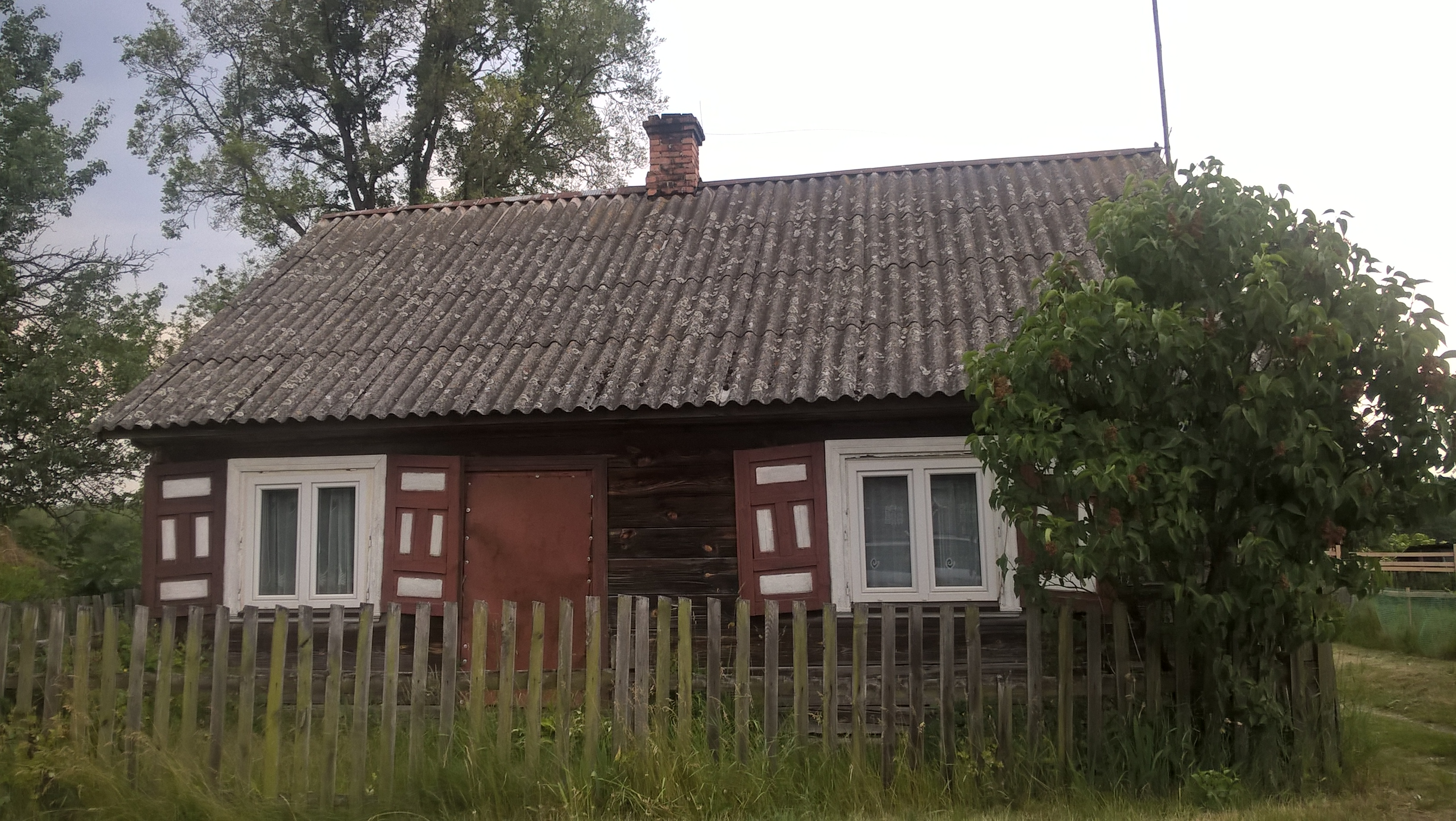
Деревянный дом в Гусинке
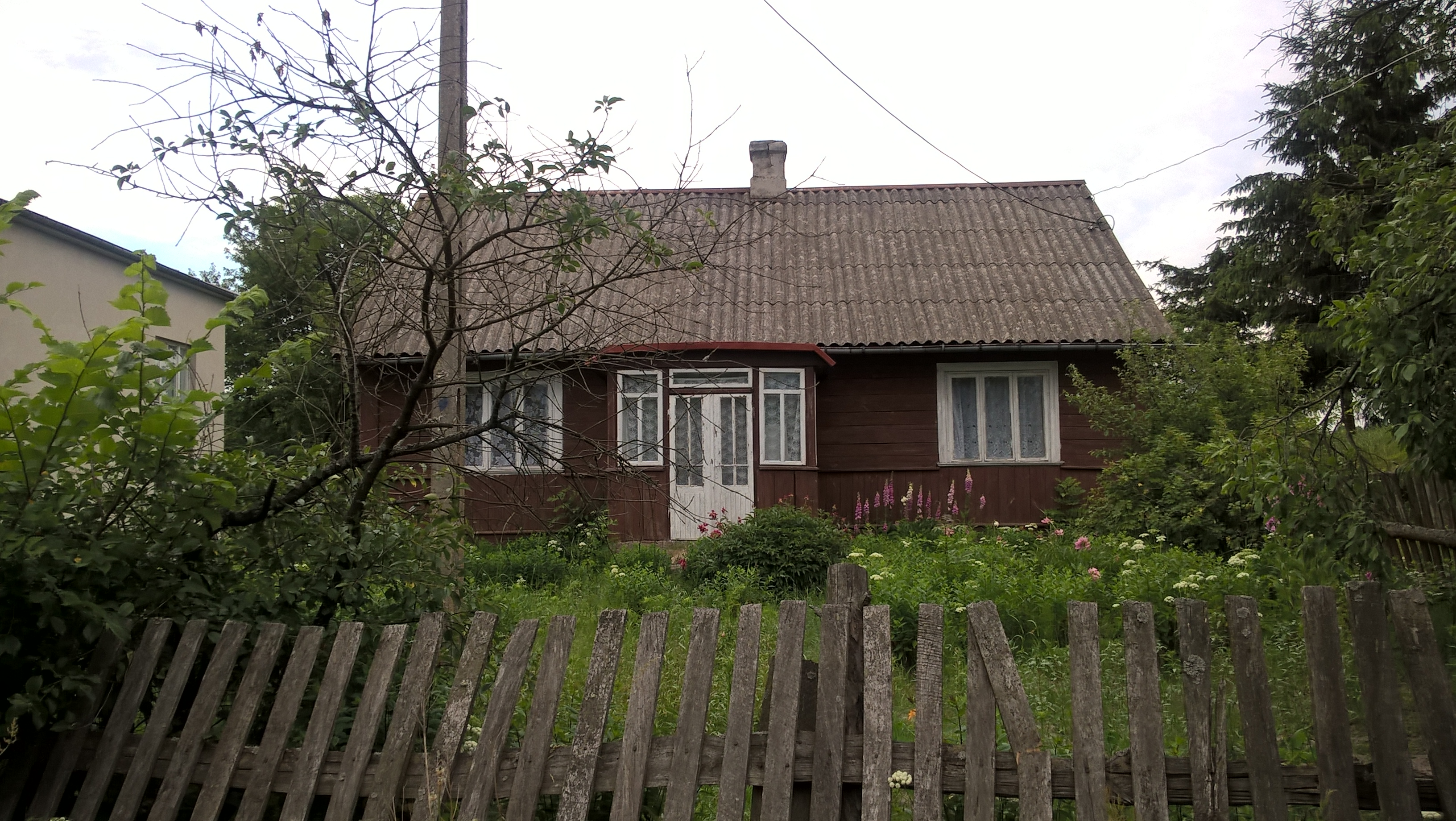
Деревянный дом в Гусинке
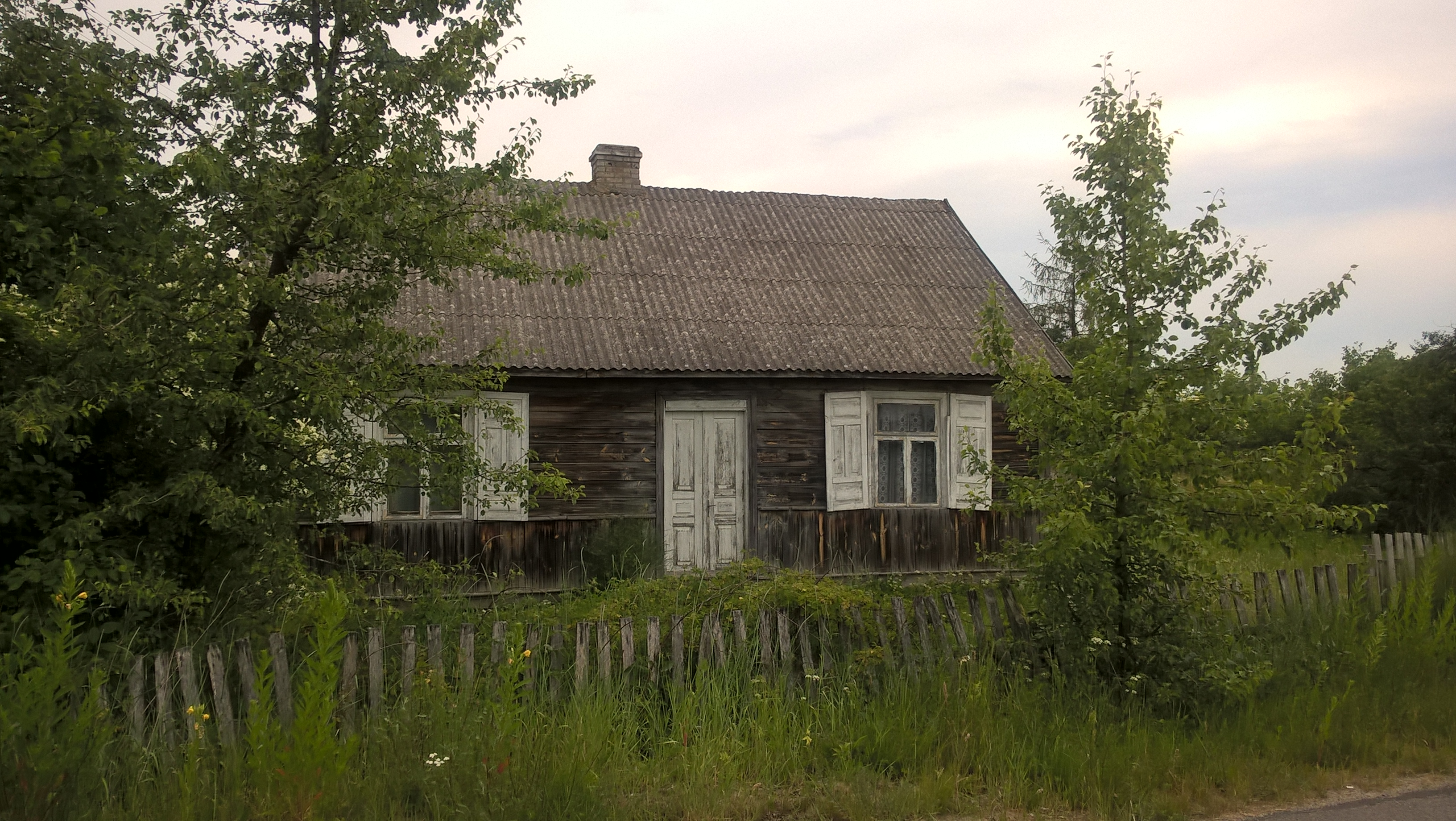
Старый дом в Гусинке
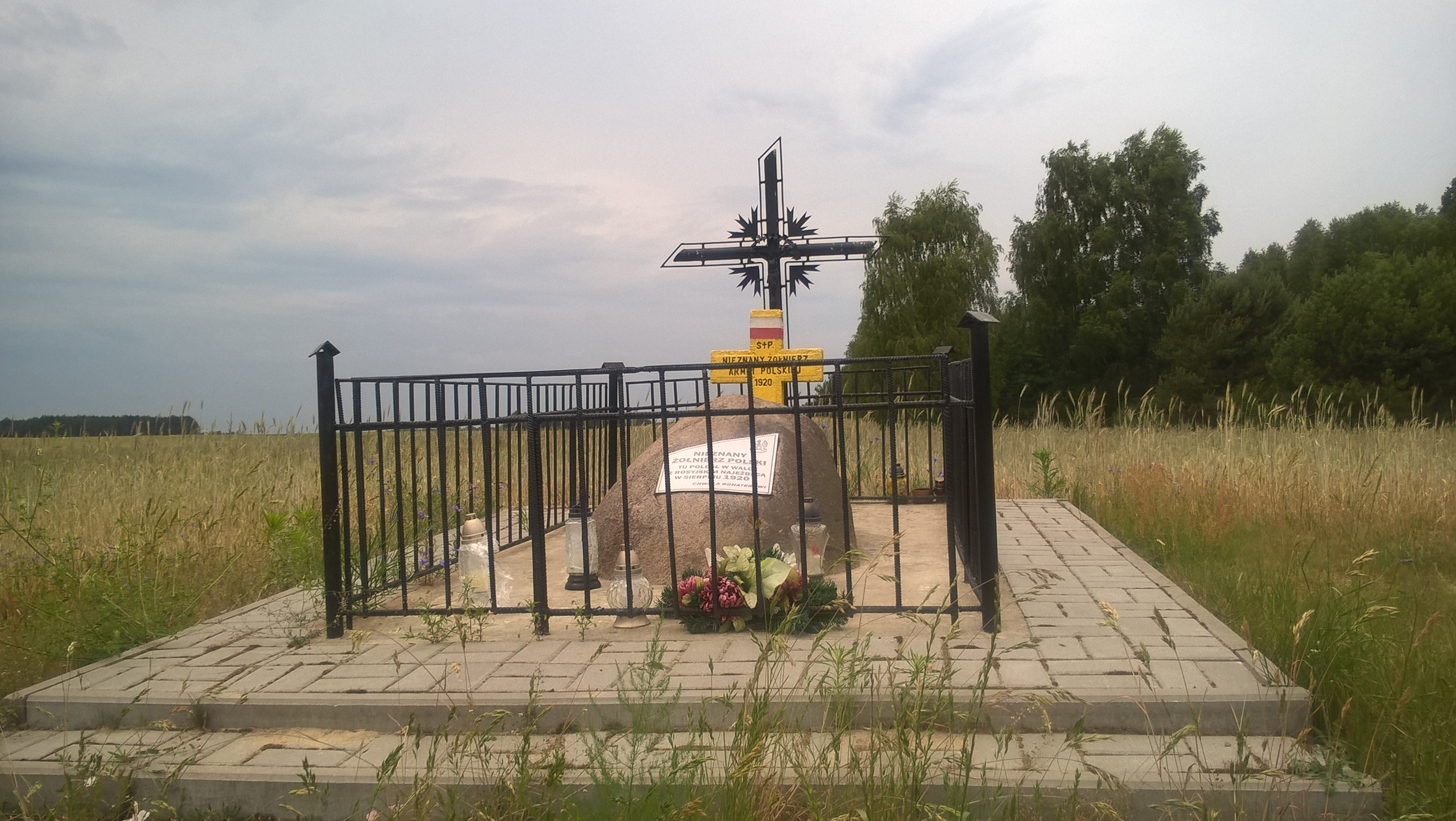
Могила неизвестного польского солдата
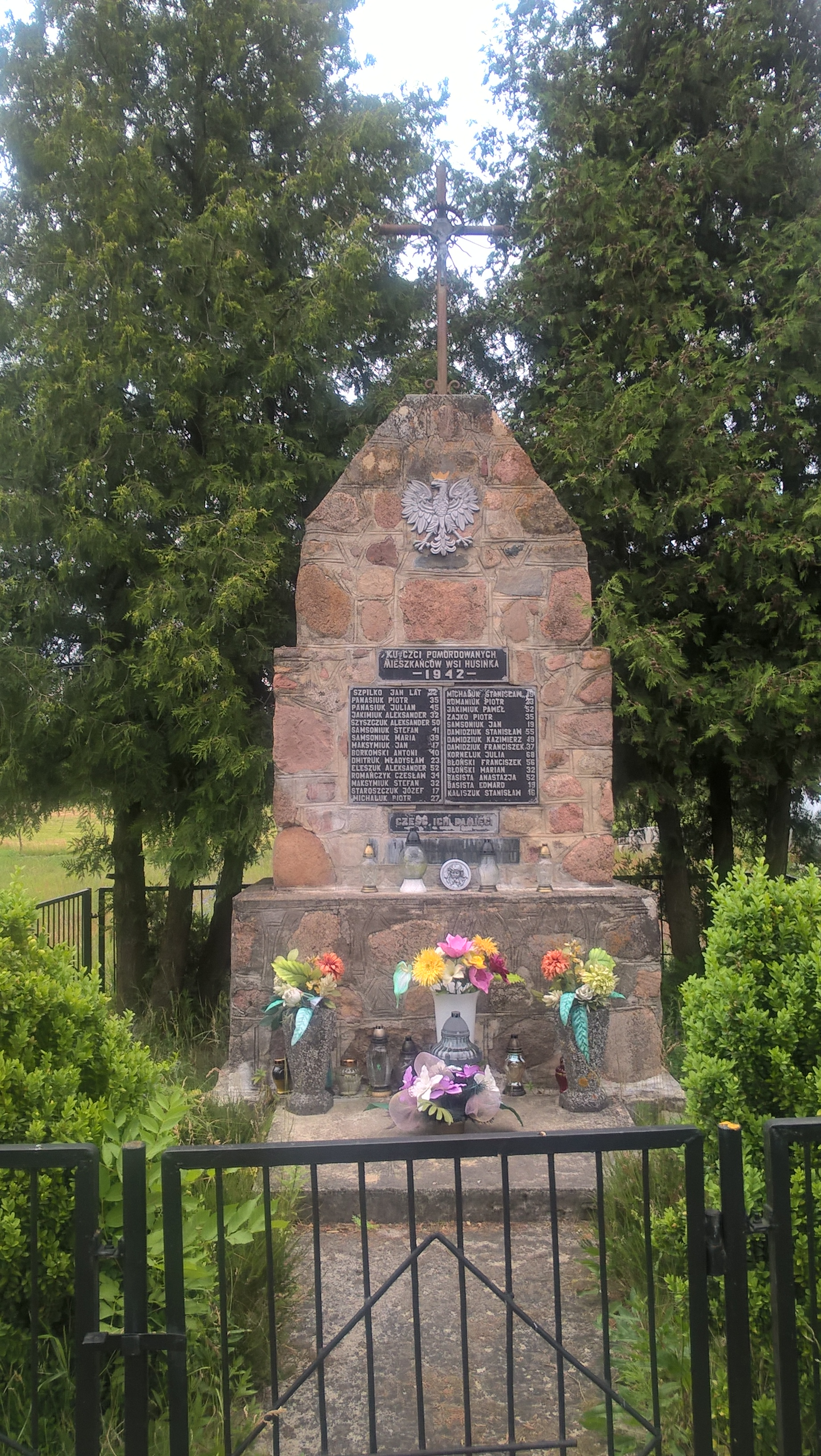
Памятник жертвам Второй мировой войны